# Władysław Lasocki (1632–1692)
Władysław Lasocki herbu Dołęga (ur. w 1632 – zm. w 1692) – kasztelan zakroczymski od 1678 roku, stolnik wyszogrodzki ok. 1665 roku, chorąży i skarbnik wyszogrodzki w 1656 roku.
Syn Walentego podkomorzego zakroczymskiego. 
Poseł na sejmy w 1659, 1664, 1668, 1669, 1670, 1674 i 1678 roku. 